# Advertising Space
"Advertising Space" é uma canção gravada pelo cantor britânico Robbie Williams para seu sexto álbum de estúdio Intensive Care, de 2005. Foi escrita por Stephen Duffy e pelo cantor, com auxílio na produção por Michael Giacchino.
Foi lançada como terceiro single do álbum em 12 de dezembro de 2005 pela gravadora Chrysalis e foi incluída na trilha sonora da telenovela brasileira Cobras e Lagartos (2006). O videoclipe da canção é um tributo ao cantor Elvis Presley.

## Paradas
| Parada (2005)                       | Posições |
| ----------------------------------- | -------- |
| Itália - FIMI                       | 4        |
| Chéquia                             | 4        |
| Dinamarca - Hitlisten               | 7        |
| Áustria - Ö3 Austria Top 40         | 8        |
| Europa - Billboard European Hot 100 | 15       |
| Reino Unido - UK Singles Chart      | 8        |
| Suíça - Schweizer Hitparade         | 9        |
| Alemanha - Media Control Charts     | 10       |
| Espanha - PROMUSICAE                | 11       |
| Suécia - Sverigetopplistan          | 11       |
| Países Baixos - Acharts.us          | 12       |
| Bélgica (Valônia)                   | 13       |
| França - SNEP                       | 14       |
| Austrália - ARIA Charts             | 17       |
| Bélgica (Flandres)                  | 19       |
| Irlanda - IRMA                      | 20       |
| Nova Zelândia - RIANZ               | 32       |
| Roménia - Romanian Top 100          | 34       |